# اوی، کاناگاوا
اوی، کاناگاوا (به لاتین: Ōi, Kanagawa) یک منطقهٔ مسکونی در ژاپن است که در Ashigarakami District واقع شده‌است. اوی ۱۴٫۴۱ کیلومترمربع مساحت و ۱۷٬۵۴۹ نفر جمعیت دارد.